# Tournay
Abreviatura de lbotánico Roland Louis Jules Alfred Tournay
 Tournay  es una comuna y población de Francia, en la región de Mediodía-Pirineos, departamento de Altos Pirineos, en el distrito de Tarbes. Es la cabecera y mayor población del cantón de su nombre.
Está integrada en la Communauté de communes du Canton de Tournay.

## Demografía
Su población en el censo de 1999 era de 1.142 habitantes.
| 1,017 | 1,132 | 1,136 | 1,076 | 1,161 | 1,065 | 1,109 | 1,142 |
| Para los censos de 1962 a 1999 la población legal corresponde a la población sin duplicidades (Fuente: INSEE [Consultar]) |       |       |       |       |       |       |       |

## Lugares
- Arboretum de Tournay